# 修文县 (古代)
修文县，唐朝时设置的县。
武德二年（619年）分安民县（今陕西省延川县延水关镇王家渠村古城）设置修文县。取偃武修文之名。治所在今陕西省延川县眼岔寺乡。归属西和州（治安民县）。贞观二年（628年）废西和州、修文县，修文县地属安民县，安民县隶属于北基州，贞观八年，废北基州，安民县隶属于延州。